# Форест Сити (Северна Каролина)
Форест Сити (енгл. Forest City) град је у америчкој савезној држави Северна Каролина.

## Демографија
По попису из 2010. године број становника је 7.476, што је 73 (-1,0%) становника мање него 2000. године.
| Група             | 2000.         | 2010.         |
| Белци             | 4.935 (65,4%) | 4.752 (63,6%) |
| Афроамериканци    | 2.176 (28,8%) | 1.792 (24,0%) |
| Азијати           | 58 (0,8%)     | 64 (0,9%)     |
| Хиспаноамериканци | 281 (3,7%)    | 675 (9,0%)    |
| Укупно            | 7.549         | 7.476         |